# Жоффруа II дю Перш
Жоффруа II (фр. Geoffroy II du Perche; умер в 1100) — граф Мортань и сеньор де Ножан в 1080—1090 годах, первый граф Перша с 1090 года. Сын Ротру II — графа де Мортань, виконта де Шатоден, сеньора де Ножан, и его жены Адель де Беллем.

## Биография

### Правление
Впервые упоминается в 1060 году в хартии своего отца вместе с братьями Гуго, Ротру и Фулькуа.
Участвовал в нормандском завоевании Англии, в том числе, в битве при Гастингсе, за что получил от Вильгельма Завоевателя английские земли.
В 1080 году наследовал отцу в его першских владениях (Монтань-о-Перш и Ножан-ле-Ротру). Его младший брат получил виконтство Шатоден, третий брат благодаря женитьбе приобрел сеньорию Монфор-ле-Ротру.
Трое братьев напали на владения сеньора Беллем и Алансон Роберта II и разграбили их.
В 1090 году Жоффруа II принял титул графа дю Перш, считая себя более значимым, чем сеньоры дю Перш-Гуэ.
В конце жизни стал очень благочестивым и основал в Перше первые лепрозории.
Умер в середине октября 1100 года (возможно - после возвращения из крестового похода), похоронен в Ножан-ле-Ротру.

### Семья
Жоффруа II был женат на Беатрис де Мондидье, дочери Хильдуина IV, графа Руси, сеньора Мондидье и Рамрю, и его жены Алисы (Аделаиды) де Руси. Дети:
- Ротру III (ум. 1144), граф Перша
- Маргарита, муж — Генрих де Бомон, 1-й граф Уорик
- Жюлиана или Жюльетта, муж — Жильбер, сеньор де л’Эгль
- Матильда, 1-й муж — Раймон I, виконт де Тюренн, 2-й муж — Ги IV де Латур.
- не известная по имени дочь